# Осек (Бродницький повіт)
Осек (пол. Osiek) — село в Польщі, у гміні Осек Бродницького повіту Куявсько-Поморського воєводства.
Населення — 971 особа (2011).
У 1975-1998 роках село належало до Торунського воєводства.

## Демографія
Демографічна структура станом на 31 березня 2011 року:
|          | Загалом | Допрацездатний вік | Працездатний вік | Постпрацездатний вік |
| -------- | ------- | ------------------ | ---------------- | -------------------- |
| Чоловіки | 474     | 95                 | 339              | 40                   |
| Жінки    | 497     | 90                 | 308              | 99                   |
| Разом    | 971     | 185                | 647              | 139                  |